# ميشيل دوبويس
ميشيل دوبويس هو لاعب هوكي الجليد كندي، ولد في 7 نوفمبر 1954 في مونتريال في كندا.

## وصلات خارجية
- ميشيل دوبويس على موقع EliteProspects.com (الإنجليزية)
- ميشيل دوبويس على موقع HockeyDB.com (الإنجليزية)
- ميشيل دوبويس على موقع Hockey-Reference.com (الإنجليزية)